# Ortrud Schaale
Ortrud Schaale, geborene Domke (* 8. Dezember 1914 in Moshi, Deutsch-Ostafrika; † 1. Januar 1986 in Gröbenzell bei München) war eine deutsche Lehrerin auf den Azoren.

## Leben
Schaales Eltern Bruno Domke und Ehefrau Magdalene Schönberg betrieben die Farm Geraragua am Westhang des Kilimandscharo. Nach dem Ersten Weltkrieg musste die Familie das Land verlassen. Nach kurzem Zwischenaufenthalt in Deutschland wanderte sie nach Venezuela aus. Dort wuchs Ortrud Schaale auf einer Kaffeefarm in Los Teques mit drei Geschwistern auf.
Ende der 1920er Jahre kehrte sie alleine nach Deutschland zurück und besuchte die Handelsschule in Lübeck. Danach arbeitete sie als Sekretärin auf einer Werft in Kiel, wo sie bei ihrem Onkel Hans Bütow wohnte. 1941 heiratete sie den Holsteiner Bauernsohn Hans Schaale, der im Fallschirm-Panzer-Division 1 Hermann Göring diente und 1946 in sowjetischer Kriegsgefangenschaft verstarb.
1950 zog sie mit ihrem einzigen Sohn Hartmut zu ihren auf den Azoren lebenden Eltern. Dort erwarb sie sich allmählich große Anerkennung als Lehrerin für Deutsch, Englisch und Sport an der Mittelschule Escola Industrial e Comercial de Ponta Delgada. Zudem war sie die Wiederentdeckerin der fast vergessenen azoreanischen Folklore, die sie in jahrzehntelanger, zäher Arbeit dokumentierte und mit ihrer 1957 gegründeten Tanzgruppe Ende der 1960er Jahre auch im portugiesischen Fernsehen vorführte.
Als Pensionärin lebte sie ab 1980 bei ihrem Sohn in Reinbek und ab 1983 schließlich in Douala/Kamerun. Für eine Krebsbehandlung ging sie 1984 nach München und starb am 1. Januar 1986 in Gröbenzell bei München.

## Auszeichnungen
Aufgrund ihrer kulturellen Leistungen wurde sie von Bundespräsident Gustav Heinemann am 19. Dezember 1973 mit dem Bundesverdienstkreuz am Bande ausgezeichnet. Die Stadtverwaltung von Ponta Delgada ehrte sie 2005 posthum mit einer Ehrenurkunde.

## Werke
- À beira do meu caminho. Ponta Delgada, ohne Jahr [1971] (Betrachtungen zur azoreanischen Folklore).